# Building Information Modeling
Building Information Modeling (kurz: BIM; deutsch: Bauwerkinformationsmodellierung) beschreibt eine Arbeitsmethode für die vernetzte Planung, den Bau und die Bewirtschaftung von Gebäuden und anderen Bauwerken mithilfe von Software. Dabei werden alle relevanten Informationen über das Bauwerk mit seinen Daten und Bezügen digital modelliert, kombiniert und erfasst. Das Bauwerk ist so als objektorientiertes Modell im Zusammenhang seiner Elemente abgebildet und digital gespeichert. Als virtuelles Modell wird es geometrisch visualisiert (Computermodell) und steht nach Bedarf im sichtbaren Detail für die weitere Gestaltung zur Verfügung. Building Information Modeling findet Anwendung sowohl im Bauwesen zur Bauplanung und Bauausführung (Architektur, Ingenieurwesen, Geodäsie, Städtebau, Hochbau, Haustechnik, Konstruktiver Ingenieurbau, Geotechnik, Tiefbau, Eisenbahnbau, Straßenbau, Wasserbau) als auch in der Prozessmodellierung und im Facility Management.

## Planungsprozess
In der modernen Bauplanung erstellt ein Objektplaner, bei Gebäuden und Bauwerken in der Regel ein Architekt oder Bauingenieur, einen Entwurf. Dessen zeichnerische Umsetzung erfolgt heutzutage mit Hilfe von CAD-Systemen. Ein Gebäude durchläuft verschiedene Lebenszyklusphasen: Bedarfsplanung, Entwurf, Ausführungsplanung, Ausschreibung, Bauphase, Inbetriebnahme, Nutzung, Umnutzung, Renovierung und Abriss. In jeder Phase werden von den Projektbeteiligten wie den Architekten, Ingenieuren, Fachplanern, Behörden und Ausführenden eine Vielzahl von Dokumenten generiert, die den momentanen Status des Gebäudes abbilden. Der Informationsaustausch erfolgt über kommerzielle oder offene Datenaustauschstandards.
Neben der Planung von Qualitäten anhand von Zeichnungen, Berechnungen und technischen Daten wird zur Kostenermittlung nach DIN 276 eine Mengenermittlung erstellt. Die Basis hierzu bilden die Zeichnungen. Dazu ist eine Verknüpfung der Geometrien mit qualitativ und monetär definierten Leistungsbestandteilen erforderlich, sodass die einzelnen Mengendetails in Leistungspositionen bzw. kalkulatorischen Teilleistungen aufsummiert werden können. Somit haben Änderungen in der Planung, welche eine zeichnerische Anpassung erfordern, meist auch Auswirkung auf die Mengen- bzw. Kostenermittlung. Alle Beteiligten erhalten dann aktualisierte Zeichnungen und müssen diese mit ihren Fachplanungen abgleichen. Dies verursacht einen erheblichen Koordinierungs- und Arbeitsaufwand. Der dritte wichtige Pfeiler im Planungsprozess stellt die Terminplanung dar. Diese wird wie auch die Qualitäts- und Kostenermittlung im Fortgang des Planungsprozesses immer detaillierter ausgearbeitet.

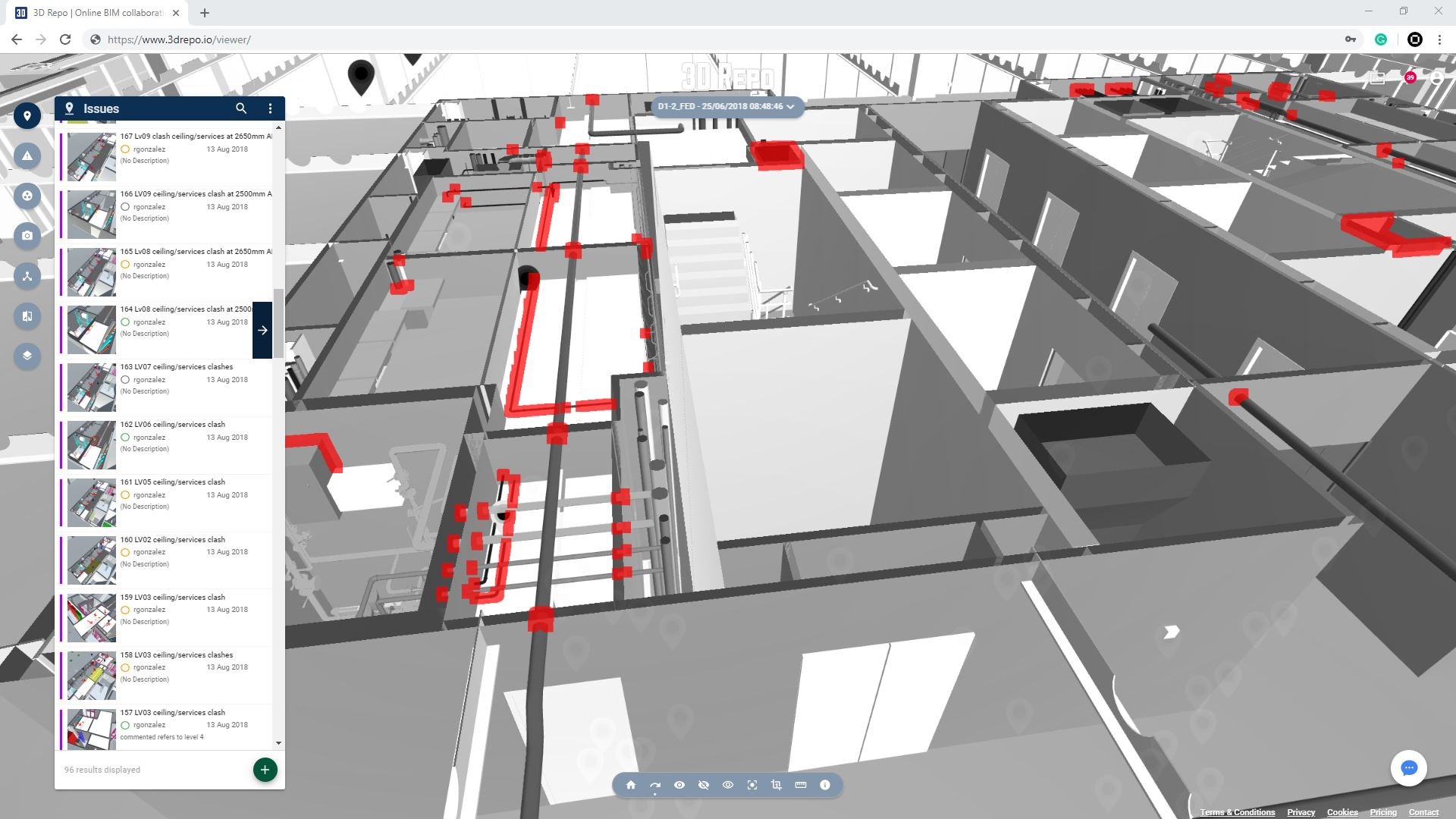
Kollisionskontrolle im 3D-BIM-Modell

Leistungsfähige Modelliersoftware, die Verfügbarkeit von ausreichend leistungsstarker Hardware und eine schnelle Vernetzung über das Internet machen es möglich, mit sogenannten Building Information Models (BIMs) den Planungsprozess fundamental zu verändern. Die dreidimensionalen Gebäudemodelle müssen hierfür von allen Projektbeteiligten mit den relevanten Informationen gefüllt werden. Hierbei sind die geometrischen Daten nur ein kleiner Teil der einzufügenden Informationen: Jedes Bauteil wird durch eine Vielzahl von Attributen beschrieben. Hierzu zählen neben technischen Daten zur Qualität auch Kosten- und Terminplanungsinformationen. Der Informationsgrad wird in dem Blatt 1 zur VDI 2552 als Level of Information beschrieben. Er gliedert sich von 0 für „keine Informationen“ bis 500 für „Hinreichend detailliert für eine produktspezifische Ausschreibung. Objekte können darüber hinaus Betriebstechnische Eigenschaften und Betriebsrelevante Funktionsbeschreibungen enthalten.“
Das Erarbeiten dieser Information im Planungsprozess funktioniert idealerweise in einer Cloud-Lösung, bei der alle in einem Modell arbeiten. So werden die einzelnen Planungschritte transparent, weil jeder sehen kann, welche Auswirkungen sein Handeln auf andere Gebäudeteile hat. Entscheidet zum Beispiel der Statiker, dass eine tragende Stütze breiter werden muss, dann kann es passieren, dass die in diesem Bereich verlaufende Kabeltrasse verschoben werden muss. Oder es können sich aufgrund von Änderungen im Grundriss Zahl und Beschreibung der Türen in einem Gebäude ändern. Der Architekt ändert die Türen im virtuellen Gebäudemodell. Damit wird automatisch die Türliste verändert und durch eine entsprechende Verknüpfung wird auch die unmittelbare Auswirkung auf die Kostenermittlung generiert. Der Datenaustausch einzelner Planungsstände innerhalb des Projektteams entfällt damit.
Allerdings müssen die Projektbeteiligten bei dem digitalen Planungsprozess weiterhin koordiniert werden. Diese Funktion wird in der Regel von einem BIM-Manager übernommen, der Regeln zum Workflow aufstellt, sie erklärt und die Einhaltung überwacht. Ein weiterer Vorteil von Gebäudemodellen aus einem BIM-Planungsprozess ist, dass sie als intelligente Wissensdatenbank im gesamten Lebenszyklus eines Bauwerkes oder einer baulichen Anlage eingesetzt werden können. Hierzu sollten allerdings die für den Betrieb wichtigen Informationen wie zum Beispiel Wartungszyklen von Feststellanlagen an Türen, Brandmeldern usw. in dem Model hinterlegt werden.
Zahlreiche Untersuchungen weisen das BIM-Potential als Katalysator aus, der die Fragmentierung des Planungs- und Bauprozesses wesentlich reduziert, die Effizienz steigert und Planungskosten (durch die Minimierung der Änderungen) senkt. Der verstärkte Einzug von Building Information Modeling verspricht eine fundamentale Veränderung des Planungs-, Errichtungs- und Betriebsprozesses von Gebäuden. Somit bezeichnet BIM eine durch die Digitalisierung getriebene prozedurale Veränderung in der Gestaltung, Nutzung und dem Betrieb (Facility Management) von Gebäuden. Es stellt einen Paradigmenwechsel in Richtung lebenszyklischer, integraler Planung dar. Integrale Planung ohne BIM ist realisierbar, aber eine konsequente Umsetzung von BIM ohne integrale Planung ist nicht machbar.

## Vorteile
Kennzeichen und Vorteile des Verfahrens sind:
- Verbesserte Qualität der Daten, da sie alle auf eine gemeinsame Datenbasis zurückgehen und ständig synchronisiert werden
- Unmittelbare und kontinuierliche Verfügbarkeit aller aktuellen und relevanten Daten für alle Beteiligten
- Verbesserter Informationsaustausch zwischen Planungsbeteiligten
- Kontinuierliche Datenaufbereitung während des gesamten Lebenszyklus eines Gebäudes

Durch den verbesserten Datenabgleich soll letztlich die Produktivität des Planungsprozesses hinsichtlich Kosten, Termine und Qualität gesteigert werden.

## Herkunft und Umsetzung des Begriffs
Der Begriff Building Information Modeling wurde von Autodesk geprägt, um einen „dreidimensionalen, objektorientierten, AEC-spezifischen computerunterstützten Design-Prozess“ zu beschreiben. Dabei wird zwischen einem parametrischen Gebäudemodell und einem intelligenten Gebäudemodell unterschieden. Im parametrischen Gebäudemodell können sämtliche Elemente (Wände, Decken, Bemaßungen, Beschriftungen, Objekte, Schnittlinien etc.) zueinander in Abhängigkeiten gebracht werden, während beim intelligenten Gebäudemodell die Intelligenz auf einzelne Objekte beschränkt ist.
Die Verabschiedung des „Stufenplans Digitales Planen und Bauen“ durch das BMDV soll die Umsetzung von BIM in Deutschland vorantreiben. Im Stufenplan fordert das BMDV „die Einführung von modernen, IT-gestützten Prozessen sowie Technologien zur Planung, für den Bau und das Betreiben von Bauwerken“. Es werden vertragliche Regelungen definiert, die enge Zusammenarbeit der Baubeteiligten erklärt und die teamorientierte Planung im technischen Sinne aufgezeigt. Seit 2020 gelten die Regelungen für alle neu zu planenden Projekte des infrastrukturbezogenen Hochbaus als verpflichtend.

## Standardisierung
Die internationale Organisation Buildingsmart hat das Ziel, offene Standards (openBIM) für den Informationsaustausch und die Kommunikation auf der Basis von Building Information Modeling zu etablieren. Dazu hat Buildingsmart ein Basisdatenmodell – die Industry Foundation Classes (IFC) – für den modellbasierten Datenaustausch im Bauwesen entwickelt; als Erweiterung von IFC für Fachplanungen dient bSDD. 
Als Schnittstelle für die modellbasierte Kommunikation kam ergänzend das BIM Collaboration Format (BCF) hinzu. Die durch die öffentliche Hand in Ausschreibungen geforderten BIM-Kompetenznachweise werden durch die bei Buildingsmart möglichen Zertifizierungen bedient.
IDS ist ein Beschreibungsformat, um zu liefernde Informationen an ein BIM-Gebäudemodell zu spezifizieren und später automatisiert zu prüfen.

## Software
Softwaretechnische Unterstützung zu BIM-Verfahren werden von vielen CAD-Herstellern vermarktet. Einige Beispiele:
- Allplan von der Allplan GmbH (Nemetschek Group): Bauteilorientierte Gebäudemodelle für Architekten und Ingenieure
- ArchiCAD von der Graphisoft Group (Nemetschek Group): Gebäudemodelle für Planung inklusiv Massenermittlung für Architekten
- BBSoft von der B&B Ingenieurgesellschaft mbH: Digitale Bauprojekte im allgemeinen Tiefbau
- Revit von der Autodesk, Inc.: Bauteilorientierte Gebäudemodelle für Architekten und Ingenieure
- Tekla Structures von der Trimble, Inc.: Bauteilorientierte Gebäudemodelle mit einem Fertigstellungsgrad von bis zu LOD 500
- Vectorworks von der Vectorworks, Inc. (Nemetschek Group): Bauteilorientierte Gebäudemodelle für die Planung inklusiv Massenermittlung

BIM-Software mit Fokus auf Projektsteuerungsaufgaben:
- Bim4you von BIB: Planungen und Kalkulation

Freie Software, die BIM-Funktionen beinhaltet:
- OpenProject: Open-Source-Projektmanagementsoftware mit Unterstützung von IFC und BCF[17][18]
- FreeCAD: CAD-Anwendung zur parametrischen 3D-Modellierung mit BIM Unterstützung[19]
- Bonsai: Blender-Erweiterung zur Erstellung und Bearbeitung von IFC-Modellen[20]